# Comercinho
Comercinho – miasto i gmina w Brazylii, w stanie Minas Gerais.